# 인크레더블: 구출작전
《인크레더블: 구출작전》(The Incredibles: When Danger Calls)은 2004년 PC용 액션 어드벤처 게임으로, 2004년작 픽사 애니메이션 영화 《인크레더블》을 기반으로 제작되었다. 영화 내용을 기반으로 한 10개 종류의 미니게임 모음집이다.
틀:인크레더블